# Lucasia cyrhata
Lucasia cyrhata là một loài ruồi trong họ Tachinidae.